# Zoran Jelikić
Zoran Jelikić (cyr.: Зopaн Jeликић, ur. 4 sierpnia 1953 w Šabacu) – serbski piłkarz występujący na pozycji obrońcy. Reprezentant Jugosławii.

## Kariera klubowa
Jelikić karierę rozpoczynał w sezonie 1973/1974 w zespole Mačva Šabac, grającym w trzeciej lidze jugosłowiańskiej. W 1974 roku został graczem pierwszoligowej Crvenej zvezdy. W sezonach 1976/1977, 1979/1980 oraz 1980/1981 zdobył z nią mistrzostwo Jugosławii. Graczem Crvenej zvezdy był przez siedem sezonów.
W 1981 roku Jelikić przeszedł do Hajduka Split, z którym w sezonie 1982/1983 wywalczył wicemistrzostwo Jugosławii. W 1983 roku został zawodnikiem belgijskiego Standardu Liège. W sezonie 1983/1984 dotarł z nim do finału Pucharu Belgii, przegranego jednak z KAA Gent. W Standardzie spędził cztery sezony. Potem zakończył karierę.

## Kariera reprezentacyjna
W reprezentacji Jugosławii Jelikić zadebiutował 25 września 1976 w przegranym 0:3 towarzyskim meczu z Włochami. W latach 1976–1983 w drużynie narodowej rozegrał 8 spotkań.